# Цисьвиця
Цисьвиця (пол. Ciświca, нім. Ciswica, 1939-45: Schoberdorf) — село в Польщі, у гміні Яроцин Яроцинського повіту Великопольського воєводства.
У 1975-1998 роках село належало до Каліського воєводства.